# Legardeta
Legardeta (igual en euskera) es una granja del municipio de Villatuerta, situado en la Merindad de Estella, en la comarca de Estella Oriental de la Comunidad Foral de Navarra (España). Contaba con 3 habitantes en 2017.  

## Geografía
Está a ambos lados de la carretera NA-132, junto al cruce de esta con la Autovía del Camino de Santiago (A-12), salida 39). En su término el río Iranzu desemboca en el río Ega.  

### Localización
Limita con Villatuerta, Zarapuz y Noveleta.

## Toponimia
El topónimo significa ‘Legarda la pequeña’, de forma similar a los dobletes navarros como Villava/Villaveta y Larraga/Larragueta, en los que lleva la terminación romance de diminutivo la población más pequeña. En época medieval se cita como Legarda, que en vasco significa seguramente ‘lugar de grava’, de legar- ‘grava’ y el sufijo que indica lugar -eta.
Variantes atestiguadas en documentos antiguos:  Legarda, villa super ripam fluminis Ega (s. XI); Legarda, cerqua Esteylla (1374, RS4, XVII-163); Legardeta (1674, NTYC).

## Economía
- Tradicionalmente ha albergado la bodega Julián Chivite Archivado el 23 de septiembre de 2018 en Wayback Machine..
- Tiene un polígono industrial, que aloja las empresas Gráficas Estella y Tenerías Omega.

## Deportes
Dentro de la fábrica de Gráficas Estella se ubica el campo de fútbol de Legardeta; donde jugaba el Club Deportivo Estella, sociedad fundada en 1964 como Agrupación Deportiva Salvat. La cual en 2008 el Club Deportivo Izarra absorbe mediante fusión. 

Desde 2010 se encuentra en desuso y en estado de abandono.